# ریهارد ویس
ریهارد ویس (انگلیسی: Richárd Weisz؛ ۳۰ آوریل ۱۸۷۹ – ۴ دسامبر ۱۹۴۵) کشتی‌گیر کشتی فرنگی اهل مجارستان بود.
وی در مسابقات کشوری و بین‌المللی در مجموع برندهٔ ۱ مدال طلا شده‌است.